# Sessennio democratico
Si intende per Sessennio Democratico o Rivoluzionario il periodo della storia della Spagna trascorso dalla rivoluzione del 1868 fino al pronunciamento del dicembre 1874 che condusse alla restaurazione borbonica.
Nell'attività politica di questi anni si avverte la partecipazione di quattro blocchi politici (unionista, progressista, democratico e repubblicano), nel cui campo di azione interviene anche il movimento operaio e la questione di Cuba, iniziata in quest'epoca.
Il processo politico dei sei anni di crisi rivoluzionaria si può dividere in tre tappe:
- Gloriosa rivoluzione e periodo costituente (1868-1871)
- Fase monarchico-costituzionale (1871-1873)
- Prima Repubblica spagnola (1873-1874).

Durante questo periodo storico ebbero altresì inizio la Guerra dei dieci anni (1868-1878) e la Terza guerra carlista (1872-1876).

## LaGloriosarivoluzione e il periodo costituente (1868-1871)

### Le cause della rivoluzione
La Spagna vive una congiuntura di crisi economica e politica negli ultimi anni del regno di Isabella II. Una grave crisi economica scoppia nel 1866, finanziaria, agraria e industriale, alle quali si somma il deterioramento del sistema politico.
- La crisi finanziaria sorge quando la bassa redditività delle ferrovie provoca la bancarotta di numerose banche ed imprese (di 21 banche ne vengono chiuse 6). D'altra parte, l'indebitamento dello Stato obbligò ad aumentare la pressione fiscale.
- La crisi agraria di sussistenza. La siccità e le cattive raccolte provocano carestia e fame nella popolazione.
- La crisi industriale. Il crollo dell'industria tessile in Catalogna fu dovuto al rialzo dei prezzi del cotone, importato dagli Stati Uniti, all'epoca della Guerra civile americana. Ciò determinò un drastico calo della domanda tessile in Spagna.
- La crisi politica dovuta al deterioramento e alla crisi del sistema isabelliano, causato da dei governi in mano ai moderati, accusati di corruzione, dispotismo e immoralità, Furono incapaci di risolvere i problemi della Spagna e accettare un'alternativa al potere con i progressisti.

Inoltre influì l'impopolarità della regina Isabella II per essersi circondata a Corte di personaggi discutibili e la sconfitta nella Guerra Ispano-Sudamericana.
Dal 1866 i progressisti e la maggioranza dei moderati avevano firmato il Patto di Ostenda contro Isabella II. A loro si unirono i democratici e gli unionisti nel 1867, capeggiati da Francisco Serrano dopo la morte del generale Leopoldo O'Donnell (1809–1867).
In questa situazione iniziò la rivoluzione del 1868 detta anche la Gloriosa. Un pronunciamento militare, diretto da Topete, Prim e Serrano, al grido di "Spagna con onore", si solleva contro la regina Isabella II il 19 settembre 1868. Nelle città, le juntas rivoluzionarie, formate da democratici e progressisti, assumono il potere. L'insurrezione si estende rapidamente. Quando le scarse truppe isabelline vengono sconfitte nella battaglia di Alcolea, il governo si dimette e Isabella II abbandona la Spagna per andarsene in esilio in Francia il 29 settembre 1868.
Nel frattempo i creoli passarono dalle petizioni di autonomia ai desideri di indipendenza. I possidenti cubani, con l'appoggio degli Stati Uniti d'America, non accettarono né il regime politico che si impose in Spagna con la rivoluzione del 1868 né l'abolizione dello schiavismo. All'interno del movimento indipendentista si produsse uno scontro tra i ricchi proprietari terrieri e il resto dei cubani, partigiani della fine del regime schiavista (Guerra dei dieci anni 1868-1878).

### Il governo provvisorio

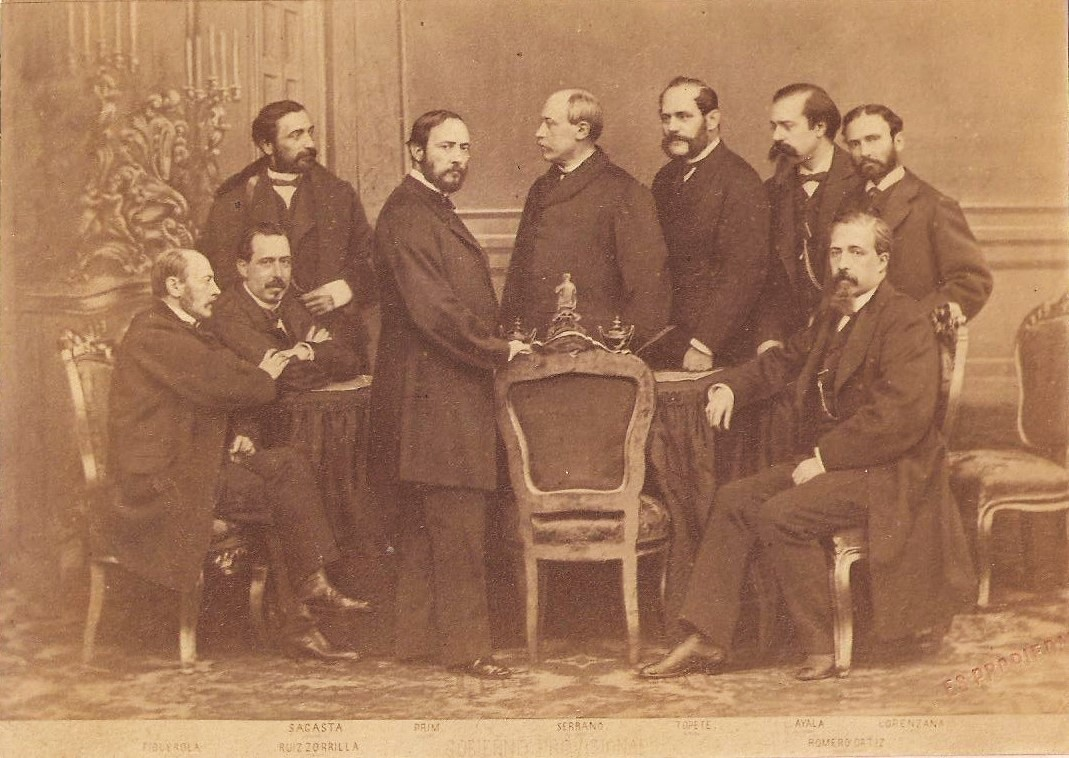
Governo Provvisorio, 1869. Da sinistra a destra: Figuerola, Sagasta, Ruiz Zorrilla, Prim, Serrano, Topete, López de Ayala, Romero Ortiz e Lorenzana (foto di Jean Laurent (1816 - 1892) fotografo francese attivo in Spagna).

I militari e i firmatari del Patto di Ostenda formarono un governo provvisorio. Si impegnarono a dissolvere la Milicia Nacional e le juntas rivoluzionarie. Nella sua composizione, Serrano (unionista) assunse la presidenza del governo del progressista Juan Prim, lasciando fuori i democratici.
La convocazione delle Corti Costituenti si fece, per prima volta, mediante elezione a suffragio maschile (i maggiorenni di anni 25). Votò il 70% del censo. La composizione politica del parlamento fu come segue: progressisti 159, democratici 20, unionisti 69, repubblicani federali 69, repubblicani unitari 2, carlisti 18, isabellini o liberali moderati 14, i quali elaborarono la Costituzione spagnola del 1869.
La novità più importante fu l'apparizione nella vita parlamentare del repubblicanesimo. L'ideologia repubblicana deriva dal liberalismo democratico, cioè la sua radice filosofica è liberale. Difende idee liberali avanzate e si differenzia dagli altri gruppi liberali nel modello di Stato. Le idee repubblicane di radice liberale sono il suffragio universale, la necessità di riforme sociali ed economiche profonde a beneficio delle classi popolari. Inoltre i poteri pubblici devono assumere il carattere di Stato protettore delle classi sociali più deboli.
Nella relazione con la Chiesa i repubblicani difendono uno Stato laico, non confessionale, nel quale le due entità sono separate. Frequentemente la non confessionalità è accompagnata dall'anticlericalismo, perché i repubblicani accusano la Chiesa di essere un ostacolo per la libertà, la modernizzazione e il progresso della società spagnola, poiché insieme all'aristocrazia possiede gran parte della terra. A partire da un modello organizzato basato sulla repubblica, esistono due tendenze.
Da una parte gli unitari, il cui concetto della Spagna è un'amministrazione unitaria o centralista, comandati da Emilio Castelar, sono qualche volta più conservatori nelle idee politiche e sociali, dall'altra i federalisti che concepiscono la Spagna come una federazione di Stati regionali storici legati da un patto, e a loro volta si dividono in moderati ed intransigenti: i primi, seguaci di Francesc Pi i Margall accettano la legalità e si oppongono all'insurrezione armata, gli altri preferiscono usare la violenza e l'insurrezione per conseguire lo Stato Federale, il cui leader fu José María de Orense. Le basi sociali repubblicane si trovavano nella borghesia liberale, le classi popolari urbane (artigiani, salariati) e parte del movimento operaio e contadino prima di essere attratto dalle idee ed organizzazioni anarchiche e socialiste.

### La ricerca di un nuovo re

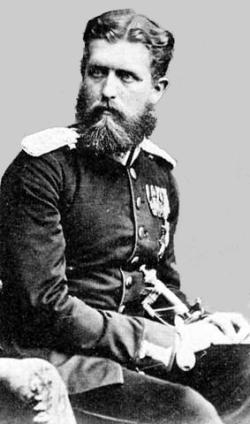
Leopoldo di Hohenzollern Sigmaringen (1835-1905)

Il trionfo dei partiti che difendevano la monarchia come forma di governo, tale come si raccolse nella Costituzione del 1869, obbligò il nuovo governo a trovare un nuovo re per la Spagna. Intanto Serrano assunse la reggenza.
Ci furono diversi candidati, tra cui il portoghese Fernando di Coburgo, che rifiutò l'offerta, Antonio d'Orléans, duca di Montpensier, sposato con l'infanta Luisa Fernanda sorella di Isabella II. Era figlio del re francese Luigi Filippo di Orleans. Nel 1870 ucciderà in duello l'infante Enrico di Borbone (1823-1870) figlio di Francesco di Paola di Borbone e fratello dello sposo di Isabella II.
Il tedesco Leopoldo de Hohenzollern Sigmaringen, chiamato dagli spagnoli Óle, óle si me eligen, che contava sull'appoggio del cancelliere Otto von Bismarck, ebbe tuttavia il veto di Napoleone III, il quale temeva che la Francia fosse circondata da due monarchie guidate da un Hohenzollern. In mezzo a questo scontro si presentò il Telegramma di Ems che scatenò la Guerra franco-prussiana del 1870.
Il principe Alfonso non fu accettato dal generale Juan Prim per il nefasto ricordo del regno dell'ultimo Borbone, cioè di sua madre Isabella II.

## La monarchia costituzionale (1871-1873)

### Amedeo I di Savoia-Aosta re di Spagna

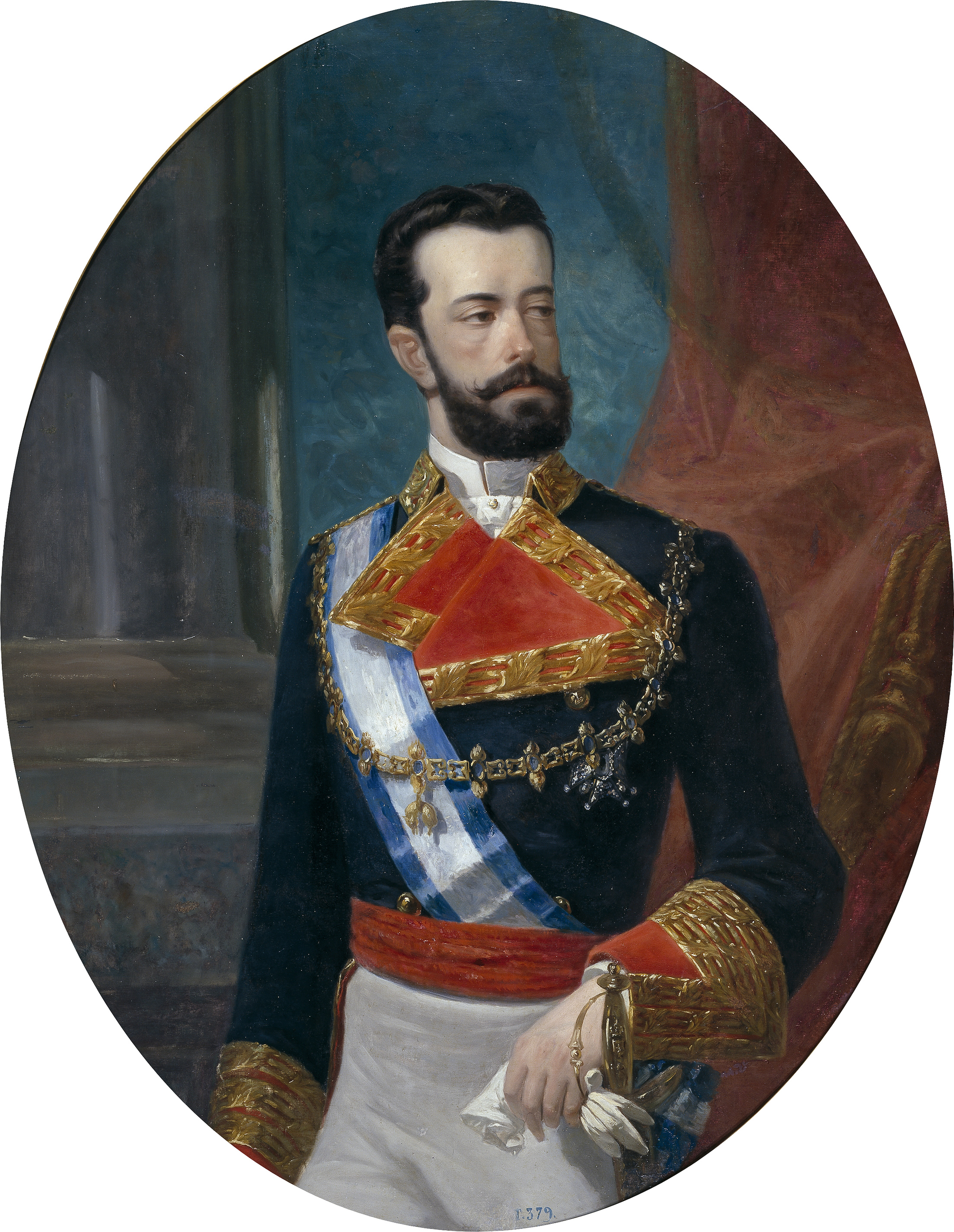
Amedeo I di Savoia-Aosta (1845-1890) re di Spagna (1871-1873)

stemma del Regno di Spagna con al centro la croce di Savoia

Il 16 ottobre 1870 ebbe luogo la votazione per l'elezione del nuovo Re nelle Cortes, nella sessione presieduta da Manuel Ruiz Zorrilla, che annunciò il seguente risultato:
| Candidatura                            | Voti |
| -------------------------------------- | ---- |
| Amedeo di Savoia                       | 191  |
| Repubblica federale                    | 60   |
| Antonio d'Orléans, Duca di Montpensier | 27   |
| Baldomero Espartero                    | 8    |
| Alfonso di Borbone                     | 2    |
| Repubblica Unitaria                    | 2    |
| Repubblica                             | 1    |
| Duchessa di Montpensier                | 1    |
| Schede bianche                         | 19   |

Il numero di partecipanti era di 334, per cui l'eletto, che contava dell'appoggio di Prim, fu Amedeo di Savoia, duca di Aosta, figlio del re italiano Vittorio Emanuele II. A suo favore giocava il fatto di essere il figlio dell'artefice dell'unificazione italiana, basata sulla monarchia costituzionale. Fu accettato dalle Cortes il 30 novembre 1870 e proclamato re il 2 gennaio 1871, dopo aver giurato davanti al parlamento.
Amedeo I occupò il trono da gennaio del 1871 fino a febbraio del 1873, due anni nei quali dovette scontrarsi con gravi difficoltà dal momento della sua incoronazione. Pochi giorni prima del suo arrivo, il generale Prim venne assassinato da un anarchico, cosicché la Spagna perse un valido uomo politico in grado di mediare tra le varie forze politiche.
L'instabilità politica e i dissensi tra i partiti del governo si manifestarono nelle tre elezioni generali e i sei governi differenti che ebbero luogo in questo breve regno. Inoltre esisteva un'opposizione al regime da parte dei carlisti, che si erano sollevati con le armi nel 1872; gli alfonsini, comandati da Antonio Cánovas del Castillo, volevano che il figlio di Isabella II, Alfonso di Borbone, fosse il re. Anche i repubblicani, contrari ad ogni forma di monarchia, furono protagonisti di varie insurrezioni armate in Andalusia e in Catalogna, nelle quali si mescolavano rivendicazioni popolari come la ripartizione delle terre, l'abolizione del quinto di imposta sui consumi, manifestandosi la mancanza dell'appoggio del popolo, che non accettò il nuovo monarca, che dileggiava chiamandolo Maccarronini I.

### Prima fase della Terza guerra carlista
Durante il regno di Amedeo I, la guerra con i Carlisti ebbe una recrudescenza. Il pretendente Carlo VII di Spagna, nipote di Carlo Maria Isidoro (V, nella successione carlista), mobilitò 45 000 uomini armati. Ripristinò i fori catalani, aragonesi e valenciani (16 giugno 1872), soppressi da Filippo V e creò un governo a Estella, embrione di uno Stato carlista con Municipalità e Deputazioni organizzati secondo il regime forale, fautori delle lingue locali e delle istituzioni tradizionali anteriori al Settecento. L'insurrezione ebbe inizio in Catalogna, in Navarra, nei Paesi Baschi, e in località isolate nel resto della Spagna. Le truppe carliste controllavano le zone rurali, ma non le città.

### Abdicazione di Amedeo I
In questa situazione, Amedeo I abdicò e le Cortes, in una riunione straordinaria, non prevista dalla costituzione del 1869, proclamarono la Prima Repubblica l'11 febbraio 1873.

## La Prima Repubblica spagnola (1873-1874)

### LaRepubblica federale(1873)

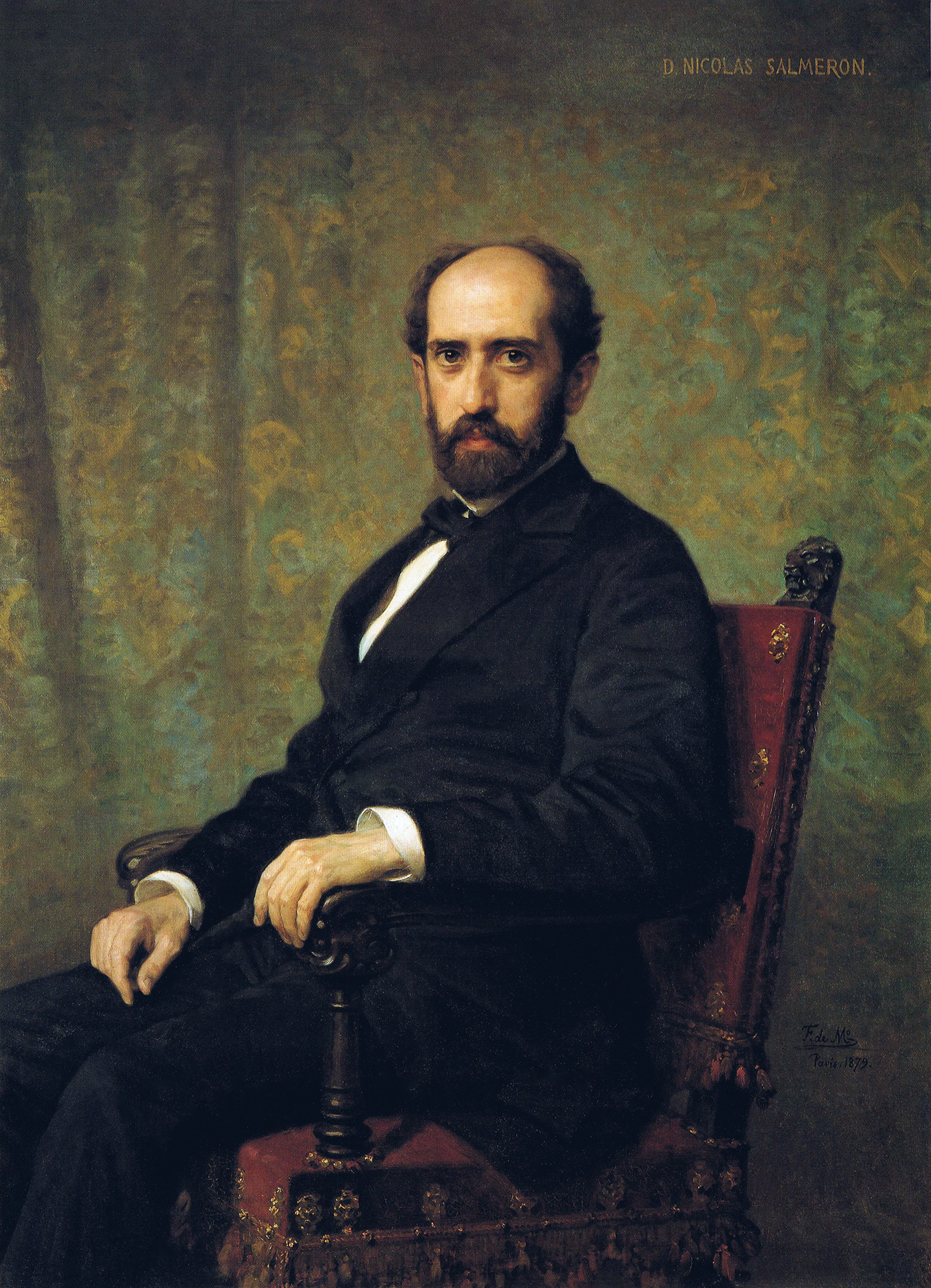
Nicolás Salmerón (1838-1908), Terzo Presidente della I Repubblica spagnola dal 18 luglio al 7 settembre del 1873, ritratto da Federico de Madrazo, Camera dei Deputati, Madrid.

La repubblica nacque senza l'appoggio sociale né politico. I partiti repubblicani non avevano molti seguaci e le classi popolari iniziavano ad avvicinarsi ai movimenti operai. I poteri forti, Chiesa, esercito, latifondisti, banchieri e grandi imprenditori, erano contrari alla Repubblica e ai suoi ideali sociali.
Il primo presidente fu Estanislao Figueras e dopo la vittoria repubblicana nelle elezioni, la maggioranza federalista consegnò il potere a Francesc Pi i Margall, principale teorico del federalismo repubblicano, i cui princìpi si riflettevano nel progetto di Costituzione federale del 1873, che sarebbe stata modello alle successive di tutta l'Europa. Stabiliva la separazione tra Chiesa e Stato e un modello di Spagna a partire da una federazione di 15 (o 17 con Cuba e Porto Rico) Stati federali: Andalusia Alta, Andalusia Bassa, Aragona, Asturie, Baleari, Canarie, vecchiaCastiglia, nuova Castiglia, Catalogna, Estremadura, Galizia, Murcia, Navarra, Comunità Valenciana, Regioni basche. Più tardi si sarebbero incorporate le Filippine, le isole nel golfo della Guinea Equatoriale di Fernando Poo, Annobón, Corisco, e altri possedimenti in Africa.
La Spagna era in una situazione di perenne conflittualità sociale e politica. Le tensioni sociali si manifestarono in forma di scioperi operai e occupazioni delle terre da parte dei contadini e nel fenomeno del "cantonalismo". Inoltre i due conflitti militari ostacolavano la convivenza pacifica: l'insurrezione di Cuba nel 1868 e la terza guerra carlista dal 1872.

### Ilcantonalismo
La caduta di Francesc Pi i Margall, sostituito da Nicolás Salmerón nella Presidenza della repubblica, diede una svolta centralista al regime democratico. Numerose popolazioni si dichiararono repubblica o cantoni indipendenti come Comunità Valenciana, Murcia e Andalusia. Ci furono cantoni nelle città di Castellón, Valencia, Alcoy, Alicante, Torrevieja, Almansa, Cartagena, Granada, Malaga, Bailén, Andújar, Jaén, Siviglia, Cadice, Tarifa, Algeciras e Salamanca. Molti dichiararono guerra allo Stato centrale, e in qualche caso tra di loro (Granada contro Jaén). Queste insurrezioni di artigiani, bottegai e salariati furono capeggiate da repubblicani intransigenti. Furono però soffocati con durezza dall'esercito. Il Cantone di Cartagena resistette fino al 12 gennaio del 1874, grazie al carattere di fortezza militare e base navale così come all'adesione degli equipaggi delle migliori navi dell'armata.
Nicolás Salmerón si dimise quando rifiutò di firmare due condanne a morte per due rei colpevoli dell'insurrezione cantonale. Le Cortes elessero al suo posto Emilio Castelar, al quale vennero concessi i poteri straordinari con lo scopo di risolvere la grave crisi politica e militare che scuoteva la Spagna. Sospese le garanzie costituzionali e governò per decreto.

### LaRepubblica presidenzialista(3 gennaio – 29 dicembre 1874)

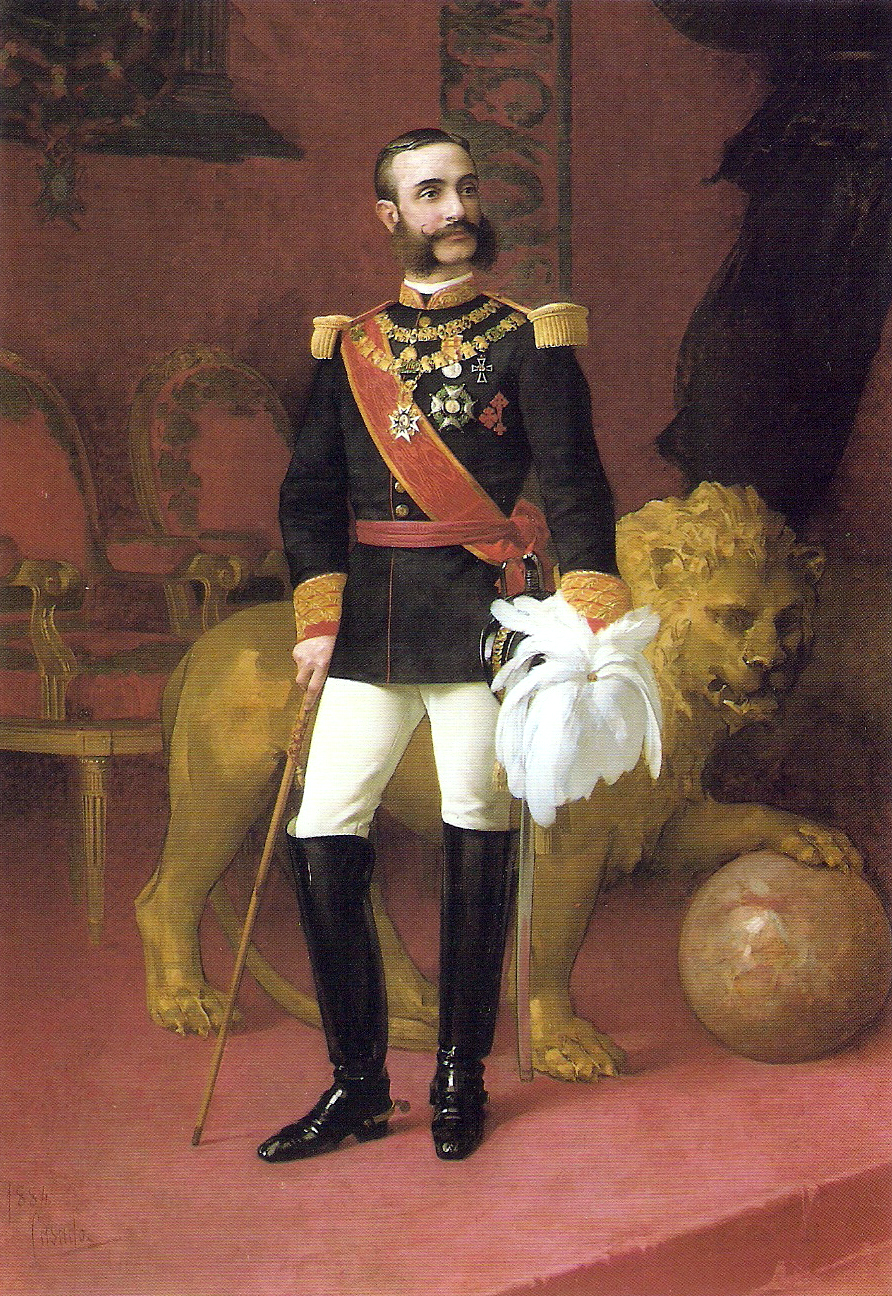
Alfonso XII (1857-1885)

I poteri straordinari di Castelar cessarono nel gennaio del 1874. La maggioranza parlamentare, diretta da Pi i Margall, era disposta a sostituire Castelar e a ritornare ai principi federali. Tuttavia, la borghesia industriale e finanziaria affidò all'esercito l'imposizione di un regime di ordine. Il 3 gennaio, il generale Manuel Pavía, capitano generale di Madrid, fece un colpo di Stato. Al comando di un gruppo della Guardia Civil occupò il Parlamento e sciolse le Cortes. Il governo e la presidenza della Repubblica passò in mano del generale Francisco Serrano.
Il nuovo presidente si dispose a ristabilire l'ordine pubblico: sospese la Costituzione del 1869, proibì la Internazionale operaia, limitò il diritto di associazione, chiuse diversi circoli che erano luoghi di riunione politica e i giornali repubblicani. In pratica instaurò una dittatura personale.
In questa congiuntura, Antonio Cánovas del Castillo preparò la restaurazione borbonica. Ottenuta l'abdicazione di Isabella II, la corona passò al figlio Alfonso XII. Venne formulato il cosiddetto "Manifesto di Sandhurst", dal nome della famosa accademia militare inglese di Sandhurst dove il principe ereditario stava compiendo la sua istruzione militare, nel quale manifesto Alfonso XII promise un regime costituzionale per la Spagna.
Gli avvenimenti precipitarono. Il 29 dicembre 1874, a Sagunto, un pronunciamento militare del generale Martínez Campos proclamò re di Spagna Alfonso XII.